# Bourgogne-Fresne
Bourgogne-Fresne is een gemeente in het Franse departement Marne (regio Grand Est). De plaats maakt deel uit van het arrondissement Reims. Bourgogne-Fresne is op 1 januari 2017 ontstaan door de fusie van de gemeenten Bourgogne en Fresne-lès-Reims. De gemeente telde 1.454 inwoners op 1 januari 2022.

## Geografie
De oppervlakte van Bourgogne-Fresne bedroeg op 1 januari 2022 26,84 vierkante kilometer; de bevolkingsdichtheid was toen 54,2 inwoners per km².

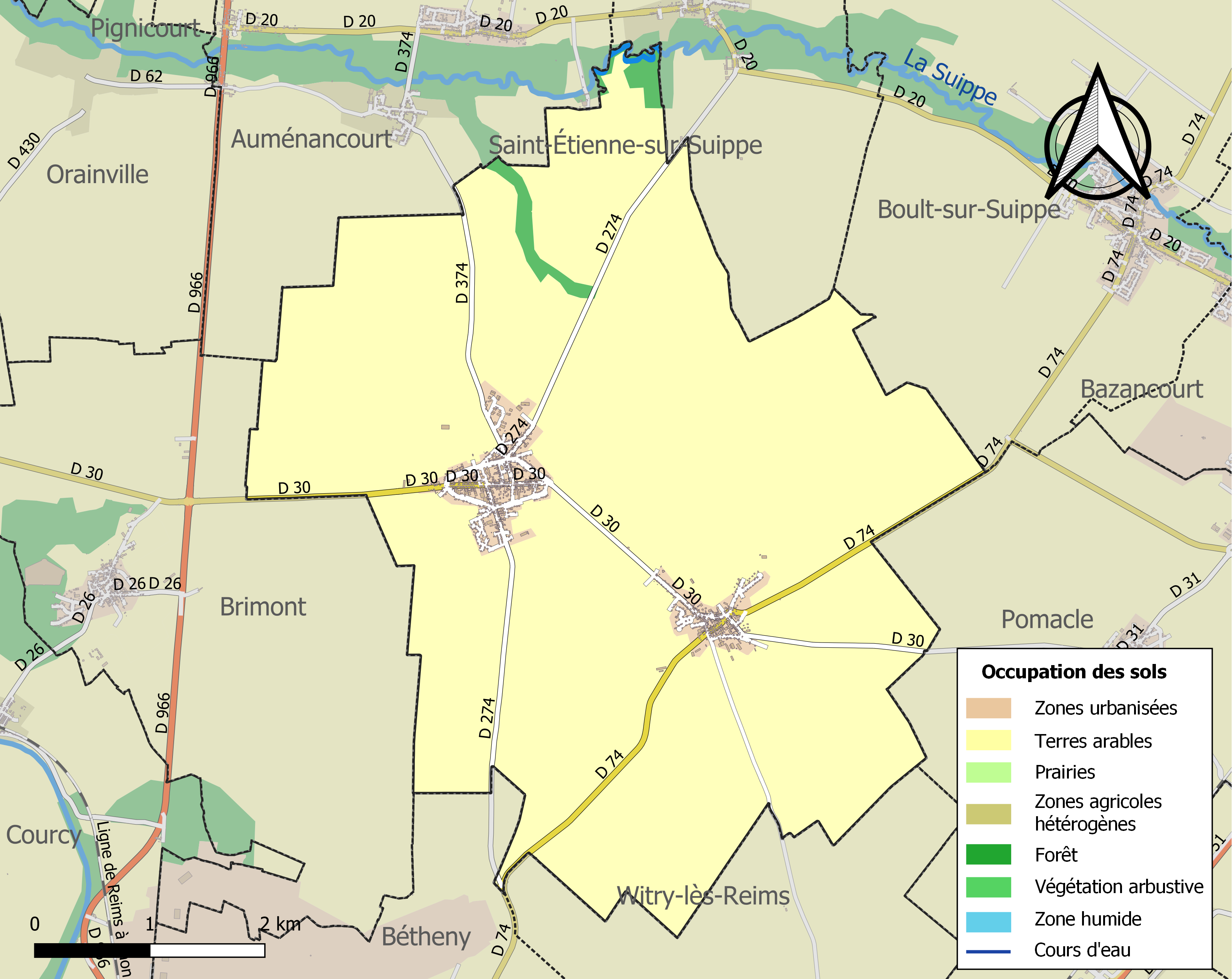
Kaart van de gemeente met de belangrijkste infrastructuur, bodemgebruik en omliggende gemeenten